# Орлов, Александр Анатольевич (кёрлингист)
Алекса́ндр Анато́льевич Орло́в (англ. Aleksandr Orlov; род. 18 января 1983, Братск, Иркутская область) — российский кёрлингист, тренер по кёрлингу, спортивный журналист (в числе прочего, основатель и руководитель сайта Кёрлинг в России — CurlingRussia). Основатель первого в России магазина по продаже экипировки для кёрлинга (Всё для кёрлинга)
Мастер спорта России (кёрлинг).
Выступает за клуб «ШВСМ по ЗВС» (Санкт-Петербург).
Тренер женской сборной команды Беларуси по кёрлингу с 2015 года.
Спортивный судья первой категории (кёрлинг, 2018).

## Достижения
- Чемпионат России по кёрлингу среди мужчин: серебро (2009).
- Кубок России по кёрлингу среди мужчин: бронза (2008).
- Чемпионат Казахстана по кёрлингу среди мужских команд: золото (2012).
- Чемпионат Казахстана по кёрлингу среди смешанных пар: золото (2012, 2014).
- Чемпионат России по кёрлингу среди смешанных команд: золото (2013, 2021).
- Кубок России по кёрлингу среди смешанных команд: бронза (2017).
- Этап мировой серии по кёрлингу WCT Moscow Classic: серебро (2017), бронза (2018).
- Всемирные Зимние Игры Мастеров 2020 / Winter World Masters Games: золото (2020[6]).

## Команды
| Сезон                                               | Четвёртый               | Третий               | Второй               | Первый                 | Запасной                                                     | Турниры                                       |
| --------------------------------------------------- | ----------------------- | -------------------- | -------------------- | ---------------------- | ------------------------------------------------------------ | --------------------------------------------- |
| 2007—08                                             | Антон Бобров            | Пётр Дрон            | Дмитрий Мельников    | Александр Бойко        | Александр Орлов                                              | ЧРМ 2008 (гр. А, 5-е место) Лесгафтовец (СПб) |
| 2008—09                                             | Антон Бобров            | Александр Бойко      | Владимир Бельмас     | Александр Орлов        | Дмитрий Мельников                                            | КРМ 2008                                      |
| 2009—10                                             | Антон Бобров            | Александр Бойко      | Александр Орлов      | Артур Ражабов          |                                                              |                                               |
| 2009—10                                             | Антон Бобров            | Александр Бойко      | Александр Орлов      | Владимир Бельмас       | Александр Бадилин                                            | КРМ 2009 (6 место) ЧРМ 2010 (6 место)         |
| 2010—11                                             | Антон Бобров            | Александр Бойко      | Александр Орлов      | Станислав Семёнов      | Виктор Воробьёв                                              | КРМ 2010 (7 место)                            |
| 2011—12                                             | Александр Бойко         | Александр Орлов      | Станислав Семёнов    | Дмитрий Мельников      | Пантелеймон Лаппо                                            | КРМ 2011 (5 место)                            |
| 2012—13                                             | Александр Орлов         | Виктор Ким           | Дэниел Алекс Ким     | Ilya Kuznetsov         | Marat Smailov                                                | ТАЧ 2012 (7-е место)                          |
| 2013—14                                             | Антон Бобров            | Артур Ражабов        | Александр Орлов      | Александр Бойко        | Виктор Воробьёв                                              | КРМ 2013 (5 место)                            |
| 2014—15                                             | Виктор Ким              | Александр Орлов      | Ilya Kuznetsov       | Muzdybay Kudaibergenov | Абылайхан Жузбай                                             | ТАЧ 2014 (7-е место)                          |
| 2015—16                                             | Александр Орлов         | Александр Бойко      | Дмитрий Мельников    | Павел Колобухов        |                                                              | ЧРМ 2016 (11 место)                           |
| 2016—17                                             | Александр Орлов         | Александр Бойко      | Павел Колобухов      | Виктор Воробьёв        |                                                              | КРМ 2016 (7 место)                            |
| 2016—17                                             | Александр Орлов         | Александр Бойко      | Владислав Гончаренко | Виктор Воробьёв        | Николай Чередниченко                                         |                                               |
| 2016—17                                             | Александр Орлов         | Александр Бойко      | Владислав Гончаренко | Виктор Воробьёв        | Павел Колобухов                                              | ЧРМ 2017 (9 место)                            |
| 2017—18                                             | Александр Орлов         | Александр Бойко      | Владимир Расхорошин  | Виктор Воробьёв        | Павел Колобухов                                              | КРМ 2017 (7 место)                            |
| 2018—19                                             | Александр Орлов         | Виктор Воробьёв      | Павел Колобухов      | Владислав Гончаренко   | Дмитрий Абрамов                                              | КРМ 2018 (16 место)                           |
| 2020—21                                             | Александр Орлов         | Сергей Морозов       | Вадим Шведов         | Никита Игнатков        | Константин Манасевич тренер: Д.С. Мельников                  | КРМ 2020 (8 место)                            |
| 2020—21                                             | Александр Орлов         | Никита Игнатков      | Константин Манасевич | Георгий Василевский    | Михаил Вчерашний тренеры: А.А. Бойко, Д.С. Мельников         | ЧРМ 2020 (9 место)                            |
| 2020—21                                             | Александр Орлов         | Сергей Морозов       | Вадим Шведов         | Константин Манасевич   | Никита Игнатков тренеры: А.А. Бойко, Д.С. Мельников          | ЧРМ 2021 (6 место)                            |
| 2021—22                                             | Константин Манасевич    | Александр Орлов      | Вадим Шведов         | Георгий Василевский    | Даниил Соколов тренер: Д.С. Мельников                        | ЧРМ 2022 (7 место)                            |
| Кёрлинг среди смешанных команд (mixed curling)      |                         |                      |                      |                        |                                                              |                                               |
| 2006—07                                             | Александр Орлов         | ?                    | ?                    | ?                      |                                                              | ЧРСК 2007 (13 место)                          |
| 2007—08                                             | Светлана Яковлева       | Александр Орлов      | Оксана Гертова       | Александр Бадилин      |                                                              | ЧРСК 2008 (17 место)                          |
| 2008—09                                             | Денис Яковлев           | Анна Мыльникова      | Александр Орлов      | Мария Дуюнова          | тренеры: И. В. Колесникова, К. Ю. Задворнов, М. Б. Черепанов | КРСК 2008 (4-е место) (ШВСМ ЗВС, СПб)         |
| 2008—09                                             | Александр Орлов         | Светлана Яковлева    | Илья Бадилин         | Екатерина Ильиных      | тренеры: К. Ю. Задворнов, С. Н. Яковлева                     | ЧРСК 2009 (19 место) (УОР-1, СПб)             |
| 2009—10                                             | Яна Некрасова           | Александр Орлов      | Наталья Эверт        | Сергей Эверт           | тренер: И.В. Колесникова                                     | КРСК 2009 (6 место) (СКА, СПб)                |
| 2009—10                                             | Яна Некрасова           | Александр Орлов      | Ирина Колесникова    | Никита Першаков        | Алёна Борисова                                               | ЧРСК 2010 (8 место) (СКА-1, СПб)              |
| 2010—11                                             | Яна Некрасова           | Александр Орлов      | Виктория Моисеева    | Александр Бойко        | Мария Дуюнова                                                | ЧРСК 2011 (4 место) (СКА-Адамант, СПб)        |
| 2011—12                                             | Яна Некрасова           | Александр Орлов      | Мария Дуюнова        | Иван Уледев            | Виктория Моисеева                                            | КРСК 2011 (5 место) (СПб-1, СПб)              |
| 2011—12                                             | Яна Некрасова           | Алексей Камнев       | Виктория Моисеева    | Александр Орлов        | Мария Дуюнова                                                | ЧРСК 2012 (6 место) (СПб-2, СПб)              |
| 2012—13                                             | Андерс Краупп           | Вита Моисеева        | Александр Орлов      | Мария Дуюнова          | Владислав Гончаренко                                         | ЧРСК 2013                                     |
| 2013—14                                             | Александр Крушельницкий | Виктория Моисеева    | Александр Орлов      | Мария Дуюнова          | Илья Бадилин                                                 | ЧРСК 2014 (3 место в гр. Б)                   |
| 2017—18                                             | Андрей Дроздов          | Мария Бакшеева       | Александр Орлов      | Мария Дуюнова          |                                                              | КРСК 2017                                     |
| 2018—19                                             | Александр Орлов         | Анастасия Бабарыкина | Вадим Шведов         | Александра Антонова    |                                                              | ЧРСК 2019 (8 место)                           |
| 2019—20                                             | Александр Орлов         | Анастасия Бабарыкина | Вадим Шведов         | Александра Антонова    |                                                              | КРСК 2019 (4 место)                           |
| 2019—20                                             | Александр Орлов         | Анастасия Бабарыкина | Сергей Морозов       | Анастасия Беликова     | тренер: Я.А. Гаршина                                         | ЧРСК 2020 (11 место)                          |
| 2020—21                                             | Константин Манасевич    | Анастасия Бабарыкина | Александр Орлов      | Анастасия Беликова     |                                                              | ЧРСК 2021                                     |
| 2021—22                                             | Константин Манасевич    | Анастасия Бабарыкина | Александр Орлов      | Анастасия Беликова     | тренер: Я.А. Гаршина                                         | КРСК 2021 (11 место)                          |
| Кёрлинг среди смешанных пар (mixed doubles curling) |                         |                      |                      |                        |                                                              |                                               |
| 2007—08                                             | Светлана Яковлева       | Александр Орлов      |                      |                        | Оксана Гертова                                               | ЧРСП 2007 (9 место)                           |
| 2008—09                                             | Светлана Яковлева       | Александр Орлов      |                      |                        | Оксана Гертова тренеры: К. Ю. Задворнов, С. Н. Яковлева      | КРСП 2008 (5 место)                           |
| 2011—12                                             | Яна Некрасова           | Александр Орлов      |                      |                        |                                                              | КРСП 2011 (5 место)                           |
| 2013—14                                             | Мария Дуюнова           | Александр Орлов      |                      |                        |                                                              | ЧРСП 2014 (17 место)                          |
| 2013—14                                             | Александр Орлов         | Ольга Тен            |                      |                        |                                                              | ЧМСП 2014 (28 место)                          |

(скипы выделены полужирным шрифтом)

## Результаты как тренера национальных сборных
| Год  | Турнир                                                 | Сборная                  | Место |
| ---- | ------------------------------------------------------ | ------------------------ | ----- |
| 2012 | Тихоокеанско-азиатский чемпионат по кёрлингу 2012      | Казахстан (женщины)      | 6     |
| 2016 | Чемпионат мира по кёрлингу среди смешанных пар 2016    | Беларусь (смеш. пара)    | 26    |
| 2016 | Чемпионат мира по кёрлингу среди смешанных команд 2016 | Беларусь (смеш. команда) | 27    |
| 2016 | Чемпионат Европы по кёрлингу 2016                      | Беларусь (женщины)       | 17    |
| 2017 | Чемпионат Европы по кёрлингу 2017                      | Беларусь (женщины)       | 20    |
| 2019 | Чемпионат мира по кёрлингу среди смешанных команд 2019 | Беларусь (смеш. команда) | 17    |
| 2019 | Чемпионат Европы по кёрлингу 2019                      | Беларусь (женщины)       | 18    |
| 2021 | Чемпионат Европы по кёрлингу 2021                      | Украина (мужчины)        | 31    |
| 2021 | Чемпионат Европы по кёрлингу 2021                      | Украина (женщины)        | 21    |